# Браунстаун (Илиноис)
Браунстаун (енгл. Brownstown) град је у америчкој савезној држави Илиноис.

## Демографија
По попису из 2010. године број становника је 759, што је 54 (7,7%) становника више него 2000. године.
| Група             | 2000.       | 2010.       |
| Белци             | 687 (97,4%) | 742 (97,8%) |
| Афроамериканци    | 4 (0,6%)    | 0 (0,0%)    |
| Азијати           | 1 (0,1%)    | 0 (0,0%)    |
| Хиспаноамериканци | 4 (0,6%)    | 9 (1,2%)    |
| Укупно            | 705         | 759         |